# José Pachuca
José Rodrigo Pachuca Martínez (Acapulco de Juárez, Guerrero; 24 de julio de 2005) es un futbolista mexicano que se desempeña en la posición de defensa central en el Club Puebla de la Liga MX.

## Trayectoria
Formado en la cantera del Puebla desde el año 2021 estando en varias categorías desde la sub-17 hasta la sub-23, debutó en primera división el 24 de agosto de 2024 ante América, y debido al regreso de la regla de menores tuvo más participación para poder cumplir con la misma.

## Clubes
| Club        | País   | Año             |
| ----------- | ------ | --------------- |
| Club Puebla | México | 2021 - presente |